# Prothona pentagonata
Prothona pentagonata är en insektsart som beskrevs av Caldwell 1945. Prothona pentagonata ingår i släktet Prothona och familjen sköldstritar. Inga underarter finns listade i Catalogue of Life.